# Medal of Honor: Allied Assault
Medal of Honor: Allied Assault (с англ. — «Медаль Почета: Второй Фронт») — компьютерная игра жанра трёхмерный шутер от первого лица, разработанная американской компанией 2015, Inc. и изданная компанией EA. Игра является третьей в серии Medal of Honor и первой, вышедшей на PC.
Игра повествует о событиях Второй мировой войны.

## Сюжет
Главный герой игры — лейтенант армии США Майк Пауэлл (Майкл Рендл Пауэлл Младший), состоящий на службе в первом батальоне рейнджеров, а позже - оперативник Управления стратегических служб.
Игра начинается на территории Северной Африки 7 ноября 1942 года. Сразу после высадки в Алжире спецгруппа под командованием капитана Ричардса захватывает два грузовика и направляется в береговую деревню, но по прибытии, засада врагов убивает всю команду, кроме Пауэлла. Пауэлл продолжает путь на базу Рейха, где он спасает майора Джека Грилло и забирает его снаряжение. Майор и лейтенант Пауэлл расстались, Грилло захватывает транспорт, а Пауэлл устраивает диверсию в автопарке. Затем он связывается с Грилло, который захватил джип с установленным пулемётом. Затем они едут на немецкий аэродром, где они успешно уничтожают пикирующие бомбардировщики "Штука", приземлённые там. В то время как Грилло отвлекает немецкие войска, Пауэлл пробирается в бункер, выводит из строя аппаратуру связи фашистов и пробивается к прибрежному маяку, чтобы дать сигнал флоту союзников о начале вторжения в Африку. Он сбегает с Грилло на грузовике. 
После успеха союзников в Африке, Пауэлл и Грилло отправляются в оккупированную Германией Норвегию, чтобы проникнуть в город Тронхейм, где подводная лодка Кригсмарине оснащена прототипом радар-детектора Наксос. Грилло первым добирается до базы, но убит в бою немецкими охранниками, открывая передние ворота для Пауэлла. Лейтенант пробивается на базу, затем маскируется под немецкого солдата и проникает на погрузочный док. Сначала он идёт в лабораторию, где уничтожает прототип Наксоса. Затем Пауэлл получает доступ к подводной лодке, предназначенной для установки прототипа, и взрывает её, чем разоблачает себя, а затем убегает в воздуховоды. Затем он прорубает свой путь из базы к ж/д станции, где его забирает отряд союзников.
Благодаря усилиям Пауэлла, угроза немецких подлодок нейтрализована, расчищая путь для вторжения союзников в Европу с целью открытия второго фронта. Пауэлл, в составе 2-го батальона рейнджеров, отправляется в сектор Чарли в Омаха-Бич под командованием капитана Рэмси, где он и его товарищи-рейнджеры штурмуют бункеры, несмотря на тяжёлые потери, и захватывают берег. Он отправляется в сельскую местность за пределами побережья, чтобы помочь различным американским подразделениям, которые подвергаются атакам Небельверферов.
Пауэлла затем посылают в тыл врага, чтобы получить разведданные о движении немецких войск. После спасения британского пилота Джо Бэйлора Пауэлл встречается с членом Французского Сопротивления Манон Батист (главным героем Medal of Honor: Underground). Она отправляет его на различные диверсии против германских военных действий. Затем Пауэлл совершает нападение на усадьбу, используемую в качестве командного пункта, где похищает стратегически важные вражеские документы, включая чертежи нового тяжёлого танка «Королевский тигр». Затем Пауэлл убегает из поместья с помощью Манон.
Следующая миссия Пауэлла заключается в захвате танка «Королевский тигр» и использовании его для защиты жизненно важного моста в городе Брест. После навигации по руинам, кишмя кишащим снайперами, он встречается с американским танковым экипажем, выбранным для миссии. Пауэлл и экипаж танка захватывают Королевского тигра и используют его для прорубания пути через сельскую местность. Добравшись до Бреста, Пауэлл обеспечивает прикрытие для танка, чтобы защитить мост, пока подкрепление не придёт, чтобы обезопасить его.
Последняя миссия Пауэлла отправляет его в Форт Шмерцен, немецкий завод по производству горчичного газа, который ранее был саботирован лейтенантом Джеймсом Паттерсоном, но с тех пор был восстановлен для эксплуатации, предположительно как лагерь военнопленных, но, возможно, используется и для производства горчичного газа. Пауэлл прыгает с парашютом в лес, где он уничтожает несколько 37-мм зенитных орудий различных типов, которые преследуют союзные самолёты. Затем он проникает на склад оружия и уничтожает запасы штурмовых винтовок StG 44 (захватив лишь один образец и чертежи оружия), а затем уничтожает немецкий аванпост связи, отрезая коммуникации форта Шмерцен. Потом Пауэлл захватывает грузовой поезд и вместе с отрядом рейнджеров США, использует его для прибытия в Шмерцен. По прибытии в Шмерцен Пауэлл и его товарищи-рейнджеры штурмуют форт и освобождают всех военнопленных. Затем Пауэлл пробивается на нижние уровни Шмерцена, где обнаруживает, что объекты по производству горчичного газа в форте всё ещё функционируют. Он устанавливает взрывчатку на газовых объектах и убегает незадолго до того, как Форт Шмерцен разрушается.

## Игровой процесс
Medal of Honor: Allied Assault — стандартный шутер от первого лица. Игрок движется по так называемым «коридорным уровням» и уничтожает встречающихся на пути врагов. Миссии предусматривают спасение пленников и проведение диверсий.
В игре есть нехарактерные для подобных игр миссии, что сделало проект очень популярным. Например, скрытное проникновение на территорию врага: игрок переодевается в немецкую форму, находит документы и практически свободно перемещается по вражеской базе. В некоторых уровнях миссии происходят на быстро едущем транспорте, с которого необходимо вести стрельбу. В кампании «День тигра» в двух миссиях игрок управляет танком «Королевский тигр».

## Рецензии и награды
| Сводный рейтинг       | Сводный рейтинг              |
| Агрегатор             | Оценка                       |
| --------------------- | ---------------------------- |
| GameRankings          | 91,05 %                      |
| Metacritic            | 91 / 100 (34 обзора)         |
| MobyRank              | 91 / 100 (Win) 89 /100 (Mac) |
| Иноязычные издания    |                              |
| Издание               | Оценка                       |
| AllGame               | [ 4 ] [ 5 ]                  |
| CVG                   | 9,4 / 10                     |
| Eurogamer             | 8 / 10                       |
| GamePro               | [ 8 ]                        |
| GameSpot              | 9,0 / 10                     |
| GameSpy               | [ 10 ]                       |
| IGN                   | 9,3 / 10                     |
| Русскоязычные издания |                              |
| Издание               | Оценка                       |
| Absolute Games        | 85 %                         |
| «Домашний ПК»         | 72 / 100                     |
| «Игромания»           | 9,5 / 10                     |
| «Страна игр»          | 8,7 / 10                     |